# 웃키르베크 하이다로프
웃키르베크 아브두잘릴로비치 하이다로프(우즈베크어: Oʻtkirbek Abdujalilovich Haydarov 오트키르베크 압두잘릴로비치 하이다로프, 러시아어: Уткирбек Абдужалилович Хайдаров, 1974년 1월 25일~)는 우즈베키스탄의 전직 권투 선수이다. 2004년 하계 올림픽 남자 라이트헤비급에서 동메달을 획득했으며 세계 선수권 대회 금메달 1개, 은메달 1개, 동메달 1개, 아시안 게임 금메달 1개, 아시아 선수권 대회 금메달 1개, 은메달 1개를 획득했다.